# Marc Lavoine (album, 1985)
Pour les articles homonymes, voir Marc Lavoine (album).
Albums de Marc Lavoine
Fabriqué
(1987)
Singles
1. Pour une biguine avec toi
Sortie : mai  1984
2. Elle a les yeux revolver
Sortie : 5 mars 1985
3. Tu me divises par deux
Sortie : 30 septembre 1985
4. Le Parking des anges
Sortie : 3 mars 1986
5. Bascule avec moi
Sortie : 3 novembre 1986

Marc Lavoine est le premier album de Marc Lavoine sorti en 1985 en France sur le label Philips Records. C'est l'album de la révélation pour l'artiste qui aura un grand succès avec les chansons Pour une biguine avec toi, Elle a les yeux revolver, ou Le Parking des anges qui en seront extraites comme 45 tours.
À noter que les premiers pressages du vinyle contient la version originale du Parking des Anges, qui sera remplacée par la version publiée en 45 tours quelques mois plus tard, dans les rééditions ultérieures de l'album. Je n'sais même plus de quoi j'ai l'air (premier single du chanteur) et Coup de fil anonyme (face B de Pour une biguine avec toi) seront intégrés dans la version disque compact de l'album.

## Liste des titres

### Disque 33 tours et cassette
| 1. | Le Parking des anges                     | 5:07 |
| 2. | Juste le temps de vivre                  | 3:21 |
| 3. | Bascule avec moi                         | 3:30 |
| 4. | Elle a les yeux revolver                 | 3:33 |
| 5. | Comme dans une vieille chanson française | 3:55 |

| 1. | Tu me divises par deux    | 3:45 |
| 2. | Faire le mur              | 4:54 |
| 3. | Si tu veux le savoir      | 3:26 |
| 4. | Pour une biguine avec toi | 3:38 |
| 5. | Avec elle                 | 3:10 |

### Disque compact
| No  | Titre                                    | Durée |
| --- | ---------------------------------------- | ----- |
| 1.  | Le Parking des anges                     | 3:52  |
| 2.  | Juste le temps de vivre                  | 3:21  |
| 3.  | Bascule avec moi                         | 3:40  |
| 4.  | Elle a les yeux revolver                 | 3:33  |
| 5.  | Comme dans une vieille chanson française | 3:55  |
| 6.  | Coup de fil anonyme                      | 3:30  |
| 7.  | Tu me divises par deux                   | 3:45  |
| 8.  | Faire le mur                             | 4:54  |
| 9.  | Si tu veux le savoir                     | 3:26  |
| 10. | Pour une biguine avec toi                | 3:38  |
| 11. | Avec elle                                | 3:10  |
| 12. | Je n'sais même plus de quoi j'ai l'air   | 3:33  |